# Adrián Martínez Flores
Adrián Martínez Flores (Ciudad de México, México, 7 de enero de 1970) es un exfutbolista mexicano. Jugaba en la posición de portero.

## Trayectoria
Un portero que comenzó su carrera sin mucha fortuna en el Club León y que en el Correcaminos de la UAT tampoco tuvo muchas oportunidades, su llegada al Santos Laguna para cubrir el lugar de José Miguel lo aprovechó al grado de haber llegado a la Selección nacional en la Copa América de Colombia. Campeón con Santos Laguna en el Verano 2001. Para el Apertura 2003 es transferido al Club Necaxa donde permanece un año para regresar a los laguneros un año más.
Para el Apertura 2005 pasa al recién ascendido San Luis donde tiene una actividad intermitente alternando el puesto con Adrián Zermeño pero luego en el Clausura 2006 se hace de la titularidad y es pieza importante para la salvación del San Luis y en ese mismo torneo logra llegar a otra final.
Para el Apertura 2010 fue transferido al Club Deportivo Irapuato donde culminó su carrera como futbolista, ahora está como entrenador haciendo su debut con el Club Zacatepec con el objetivo de salvar la categoría, lamentablemente los resultados fueron adversos y terminaron por descender.

### Clubes
| Club             | País          | Año           | Partidos |
| ---------------- | ------------- | ------------- | -------- |
| León A.C.        | México        | 1991 - 1998   | 84       |
| C. Santos Laguna | México        | 1998 - 2003   | 199      |
| C. Necaxa        | México        | 2003 - 2004   | 29       |
| C. Santos Laguna | México        | 2004 - 2005   | 38       |
| San Luis F.C.    | México        | 2005 - 2010   | 187      |
| Irapuato F.C.    | México        | 2010 - 2011   | 54       |
| Total carrera    | Total carrera | Total carrera | 588      |

## Estadísticas

### Clubes
| León A.C. · México |               |               |     |    |     |     |
| 1ª | 1991-92       | 0             | 2   | -  | 2   |     |
| 1ª | 1992-93       | 7             | -   | -  | 7   |     |
| 1ª | 1993-94       | 5             | -   | -  | 5   |     |
| 1ª | 1994-95       | 29            | 1   | -  | 30  |     |
| 1ª | 1995-96       | 30            | 1   | -  | 31  |     |
| 1ª | 1996-97       | 5             | 3   | -  | 8   |     |
| 1ª | 1997-98       | 1             | -   | -  | 1   |     |
| Total club | Total club    | 77            | 7   | -  | 84  |     |
| Santos Laguna · México |               |               |     |    |     |     |
| 1ª | 1998-99       | 33            | 2   | -  | 35  |     |
| 1ª | 1999-00       | 40            | -   | -  | 40  |     |
| 1ª | 2000-01       | 44            | -   | -  | 44  |     |
| 1ª | 2001-02       | 39            | -   | 9  | 48  |     |
| 1ª | 2002-03       | 32            | -   | -  | 32  |     |
| 1ª | 2004-05       | 35            | 3   | -  | 38  |     |
| Total club | Total club    | 223           | 5   | 9  | 237 |     |
| I.D. Necaxa · México |               |               |     |    |     |     |
| 1ª | 2003-04       | 29            | -   | -  | 29  |     |
| Total club | Total club    | 29            | -   | -  | 29  |     |
| San Luis F.C. · México |               |               |     |    |     |     |
| 1ª | 2005-06       | 31            | -   | -  | 31  |     |
| 1ª | 2006-07       | 36            | -   | -  | 36  |     |
| 1ª | 2007-08       | 41            | 4   | -  | 45  |     |
| 1ª | 2008-09       | 36            | -   | 9  | 48  |     |
| 1ª | 2009-10       | 25            | -   | 2  | 27  |     |
| Total club | Total club    | 169           | 4   | 11 | 187 |     |
| Irapuato F.C. · México |               |               |     |    |     |     |
| 2ª | 2010-11       | 38            | -   | -  | 38  |     |
| 2ª | 2011-12       | 14            | -   | -  | 16  |     |
| Total club | Total club    | 54            | -   | -  | 54  |     |
| Total carrera | Total carrera | Total carrera | 552 | 16 | 20  | 588 |
| (1)Incluye datos de la Copa México, Pre Pre Libertadores (1998) e InterLiga (2005 y 2008) (2)Incluye datos de la Copa Merconorte (2001), Copa Campeones CONCACAF (2002), Copa Libertadores (2009) y Copa Sudamericana (2008). |               |               |     |    |     |     |

### Selección nacional
| Selección  | Año        | Amistosos | Amistosos | Eliminatorias | Eliminatorias | Mundial | Mundial | Copa Oro | Copa Oro | Copa América | Copa América | Copa Confederaciones | Copa Confederaciones | Total | Total |
| Selección  | Año        | Part.     | Goles     | Part.         | Goles         | Part.   | Goles   | Part.    | Goles    | Part.        | Goles        | Part.                | Goles                | Part. | Goles |
| ---------- | ---------- | --------- | --------- | ------------- | ------------- | ------- | ------- | -------- | -------- | ------------ | ------------ | -------------------- | -------------------- | ----- | ----- |
| México     |            |           |           |               |               |         |         |          |          |              |              |                      |                      |       |       |
| 2000       | 1          | -2        | -         | -             | -             | -       | -       | -        | -        | -            | -            | -                    | 1                    | -2    |       |
| 2001       | -          | -         | -         | -             | -             | -       | -       | -        | 1        | 0            | -            | -                    | 1                    | 0     |       |
| 2002       | -          | -         | -         | -             | -             | -       | 2       | 0        | -        | -            | -            | -                    | 2                    | 0     |       |
| Total club | Total club | 1         | -2        | -             | -             | -       | -       | 2        | 0        | 1            | 0            | -                    | -                    | 4     | -2    |

## Selección nacional

### Participaciones en fases finales
| Competición            | Categoría | Sede           | Resultado        | Partidos |
| ---------------------- | --------- | -------------- | ---------------- | -------- |
| Copa América 2001      | Absoluta  | Colombia       | Subcampeón       | 1        |
| Copa Oro CONCACAF 2002 | Absoluta  | Estados Unidos | Cuartos de final | 2        |
| Total                  | –         | –              | –                | 3        |

### Partidos internacionales
| # | Fecha                 | Rival          | Sede             | Estadio                       | Resultado | Competición            |
| - | --------------------- | -------------- | ---------------- | ----------------------------- | --------- | ---------------------- |
| 1 | 25 de octubre de 2000 | Estados Unidos | Los Ángeles      | Los Angeles Memorial Coliseum | 0 - 2     | Amistoso               |
| 2 | 15 de julio de 2001   | Paraguay       | Santiago de Cali | Estadio Pascual Guerrero      | 0 - 0     | Copa América 2001      |
| 3 | 19 de enero de 2002   | El Salvador    | Pasadena         | Estadio Rose Bowl             | 1 - 0     | Copa Oro CONCACAF 2002 |
| 4 | 26 de enero de 2002   | Corea del Sur  | Pasadena         | Estadio Rose Bowl             | 0 - 0     | Copa Oro CONCACAF 2002 |

## Palmarés

### Campeonatos nacionales
| Título                    | Club             | País   | Año  |
| ------------------------- | ---------------- | ------ | ---- |
| Primera División          | León A.C.        | México | 1992 |
| Primera División          | C. Santos Laguna | México | 2001 |
| Liga de Ascenso de México | Irapuato F.C.    | México | 2011 |

### Distinciones individuales
| Distinción                                                 | Año  |
| ---------------------------------------------------------- | ---- |
| Citlalli al Mejor Portero de la Primera División de México | 2000 |
| Citlalli al Mejor Portero de la Primera División de México | 2001 |